# Hagelkreuzstraße 22 (Mönchengladbach)

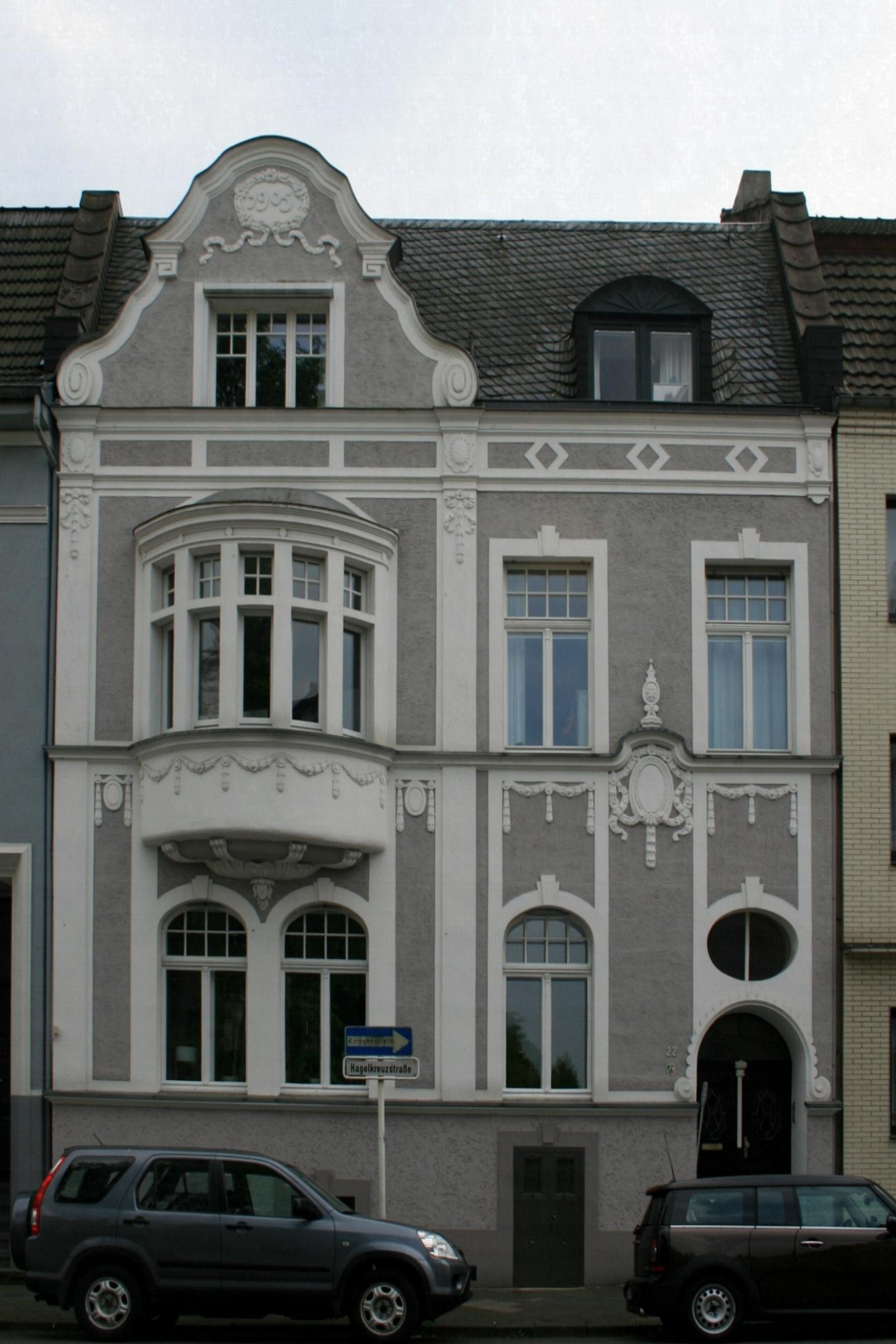
Wohnhaus (2010)

Das Wohnhaus Hagelkreuzstraße 22 steht in Mönchengladbach (Nordrhein-Westfalen).
Das Gebäude wurde 1905 erbaut. Es wurde unter Nr. H 079  am 6. Dezember 1994 in die Denkmalliste der Stadt Mönchengladbach eingetragen.

## Lage
Die Hagelkreuzstraße liegt im nördlichen Stadterweiterungsgebiet in einer städtebaulich exponierten Wohngegend zwischen dem Neuen Wasserturm und dem Bunten Garten.

## Architektur
Über hoch ausgebildetem Kellersockel steht ein zweieinhalbgeschossiger Putzbau mit ausgebautem Dachgeschoss. Horizontal gegliedert durch Keller-, Stockwerk- und Traufgesims. Asymmetrische Fassadenausführung unter Betonung der linken Haushälfte mittels Erker und geschweiftem Giebel; beidseitig eingefasst von je einer geschossübergreifenden Lisene. Bei ungleichwertiger Achsenausbildung etagenweise differenzierende Fenstergestaltungen: im Erdgeschoss links neben dem rundbogigen, mit einem ovalen Ochsenauge überkrönten Hauseingang drei Stichbogenfenster; die beiden der linken Fassadenhälfte durch Putzrahmung aneinandergekoppelt.
Die Wandfläche des Obergeschosses öffnen rechts zwei mit Schlussstein abschließende Hochrechteckfenster; im korbbogig gewölbten Erker fünf schmale, durch gemauerten Kämpfer waagerecht gegliederte Fensteröffnungen. Im Giebelfeld ein einzelnes Rechteckfenster. Die Fläche des Satteldaches durchbricht eine rundbogig übergiebelte Gaube. Die flach aufgelegte Stuckornamentik mit fein modellierten Dekorelementen (Festons, Medaillons, Vase) orientiert sich an einem von Formen des Louis-XVI.-Stils beeinflussten Jugendstil.